# EntomoBrasilis
EntomoBrasilis é um periódico eletrônico criado pelo projeto Entomologistas do Brasil  em 2008 por iniciativa de diversos pesquisadores brasileiros na área de entomologia.
O principal objetivo do EntomoBrasilis é permitir a publicação de artigos científicos de mais forma rápida que o dos periódicos científicos tradicionais.
As áreas abrangidas são:
- Bionomia;
- Comportamento;
- Ecologia;
- Entomologia Geral;
- Fisiologia;
- Modelos ecológicos Aplicados à Entomologia;
- Entomologia forense
- Morfologia;
- Revisões (Fórum);
- Saúde Pública;
- Sistemática e Taxonomia; e
- Demais áreas afins à Entomologia Brasileira e Mundial.

O periódico possui o e-ISSN 1983-0572 e  doi: 10.12741 tendo como principais indexadores os seguintes mecanismos:
1. Latindex
2. SEER/IBICT
3. Dialnet
4. Sumários de Revistas Brasileiras
5. DOAJ
6. Qualis CAPES
7. CABI Abstracts
8. LivRe!
9. RCAAP
10. Diadorim
11. Electronic Journals Library
12. WorldCat
13. Fonte Acadêmica - EBSCO
14. ZooBank
15. Zoological Records
16. Universal Impact Factor
17. Open Access Library
18. International Impact Factor Services
19. Directory of Research Journals Indexing (DRJI)
20. Mendeley
21. Google Acadêmico
22. Redib
23. BASE (Bielfield Academic Search Engine)
24. PKP Index

A EntomoBrasilis recebeu B2 em Planejamento Urbano e Regional/Demografia, B3 em Biodiversidade e Interdisciplinar, B4 em Saúde Coletiva e B5 em Ciências Ambientais, Ciências Agrárias I, Medicina II  e Medicina Veterinária, na avaliação do sistema QUALIS da CAPES atualizado em 2013.
A EntomoBrasilis adota a política Open Access, para todos seus artigos, assim permitindo a divulgação científica. Saiba mais em 